# La mia sera/Il sole splende ancora
La mia sera/Il sole splende ancora è un 45 giri della cantante italiana Iva Zanicchi, pubblicato nel 1972.

## Tracce
Lato A
- La mia sera (Amazing Grace) - 3:14 - (P. Limiti - E. Leoni)

Lato B
- Il sole splende ancora (The sun is shining) - 4:00 - (Daiano - B. Boyd - F. Abel)